# Jadwiga Kucianka

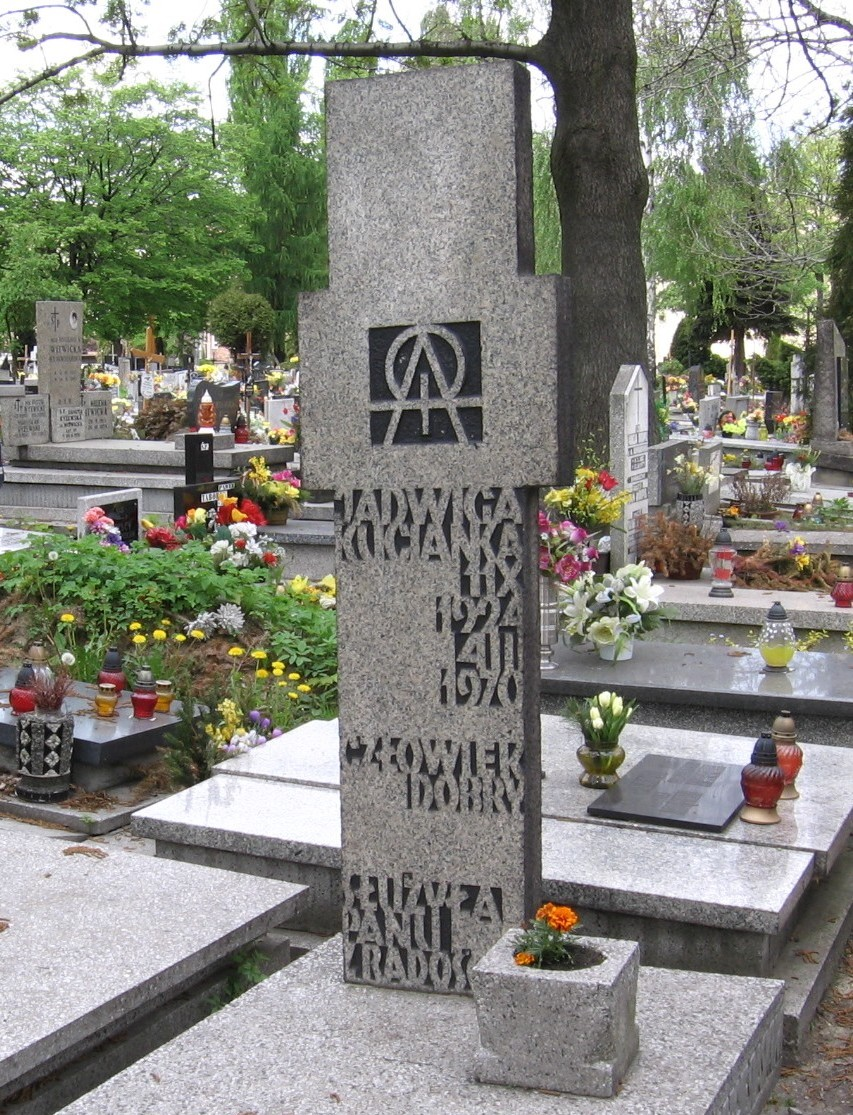
Grób Jadwigi Kucianki na cmentarzu w Katowicach przy ul. Sienkiewicza

Jadwiga Kucianka (Kucia) (ur. 11 października 1924 w Chorzowie, zm. 4 marca 1970 w Siemianowicach Śląskich) – polska filolog klasyczna, historyczka, nauczycielka akademicka literatury na Uniwersytecie Śląskim w Katowicach, doktor nauk humanistycznych w dyscyplinie filologia polska.

## Życiorys
Córka Pauliny z domu Bernhardt i Józefa, robotnika KWK Chorzów. W 1942 roku zesłano ją na roboty do fabryki sprzętu wojennego do Zgorzelca. Po roku, dzięki staraniom rodziny, udało jej się stamtąd wrócić. Od 1943 roku brała udział w tajnym nauczaniu. W 1946 roku uzyskała świadectwo dojrzałości. 
Następnie odbyła studia polonistyczne na Uniwersytecie Jagiellońskim w Krakowie, głównie pod kierunkiem prof. Stanisława Pigonia. W 1950 roku na podstawie pracy o twórczości Juliusza Ligonia uzyskała tytuł zawodowy magistra. Skierowana nakazem pracy w latach 1950 – 1952 uczyła języka polskiego w Zasadniczej Szkole Zawodowej w Mysłowicach. Od 1952 roku pracowała w Bibliotece Śląskiej w Katowicach. W 1962 roku podjęła pracę naukową, wstępując na seminarium doktorskie prof. Jana Zaręby w Wyższej Szkole Pedagogicznej w Katowicach na Wydziale Filologiczno-Historycznym. Obrona dysertacji doktorskiej Wśród pisarzy samorodnych Górnego Śląska XIX i XX wieku odbyła się 10 grudnia 1965 roku. 1 października 1966 otrzymała etat adiunkta na Katedrze Historii Literatury Polskiej WSP w Katowicach. Od lat 40. XX w. do 1970 r., tj. do śmierci, współpracowała z redakcją „Gościa Niedzielnego”.

## Okoliczności śmierci
Została zamordowana 4 marca 1970 roku w dzielnicy Siemianowic Śląskich – Bytkowie. Choć jej śmierć powiązano z działalnością „wampira z Zagłębia”, szczegóły zbrodni wskazują jednak, że morderstwo mogło zostać upozorowane w taki sposób, by skierować trop do seryjnego mordercy. Śledztwo wykazało, że Jan Marchwicki, pracownik administracyjny Uniwersytetu Śląskiego w Katowicach skonfliktowany z pracującą z nim Jadwigą Kucią, nakłonił swojego brata Zdzisława do zamordowania kobiety. 
Za zabójstwo, prócz Zdzisława Marchwickiego – uznanego za „wampira z Zagłębia”, skazani zostali jego bracia Jan i Henryk Marchwiccy. Pierwszy za zlecenie morderstwa – na karę śmierci (wyrok wykonano), drugi za współudział – na 25 lat pozbawienia wolności. Razem z nimi sądzono także ich siostrę Halinę Flak oraz jej syna Zdzisława. Siostrę oskarżono o przyjęcie od Marchwickiego rzeczy zrabowanych ofiarom, a jej syna o zatajenie zbrodni. O współudział w planowaniu zbrodni oskarżono również homoseksualnego kochanka Jana Marchwickiego – Józefa Klimczaka. Bracia Jan i Henryk nie przyznali się do morderstwa. Obciążały ich jednak zeznania Klimczaka, który zgodził się na współpracę z organami ścigania. Siostrę Marchwickich skazano na 4 lata, jej syna na 2 lata, Klimczak skazany został na 4 lata pozbawienia wolności.
Głównym świadkiem zabójstwa Jadwigi Kuci była Mirosława Sarnowska, która rozpoznała Zdzisława Marchwickiego jako sprawcę m.in. podczas okazania w dniu 2 marca 1974 oraz podczas wizji lokalnej w 1976. Kilka tygodni później, 6 maja 1976 r., została zamordowana w Chorzowie przez naśladowcę „wampira z Zagłębia” – Joachima Knychałę, zwanego „wampirem z Bytomia”.

## Publikacje
- Dwa listy śląskie do Henryka Sienkiewicza, Katowice (1966)
- Jan Ligoń 1851–1917, Katowice (1967)
- Ligoniowej spuścizny niesłuszne pomnożenie, Katowice (1963)
- Listy Gustawa Morcinka do Władysława Orkana, bez miasta (1964)
- Maksymilian Jasionowski, Katowice (1965)
- Nieznana odezwa śląska Marii Konopnickiej, Opole 1964
- Pieśni zakazane na Górnym Śląsku w latach 1893–1912, Katowice 1965
- Poetycki mecenat Bronisława Koraszewskiego (1864–1924) nad śląskimi pisarzami, Opole 1964
- Sądeckie Podkarpacie w „Diariuszu podróży” Jana Rostworowskiego z 1813 roku, Rzeszów (1970)
- Śląscy pisarze ludowi (1800–1914). Antologia poezji i prozy. Wybór i opracowanie..., Wrocław (1968)
- Śpiewniki towarzyskie w latach 1870–1920, Katowice 1965